# De Elegasten
De Elegasten waren een Vlaamse kleinkunstgroep die van 1964 tot 1976 actief waren. Hun bekendste liedjes zijn Wat Heb Je Vandaag Op School Geleerd, Praten Zingen Dansen, Droeve clown, Annabel Lee en Veronikja.
De groep bestond uit de drie broers Ivan Poppe, Paul Poppe en Ray Poppe, Riet Bracke, de vrouw van oudste broer Ray, en Herman Van Caekenberghe, de belangrijkste arrangeur en componist van het vijftal.
De groep begon zijn carrière onder de naam The Campground Singers. In 1968 gingen ze zingen onder het platenlabel Cardinal Records van Rocco Granata en veranderden ze hun naam naar De Elegasten, een verwijzing naar Karel ende Elegast.
Als een van de laatste producties onder toezicht van Cardinal records Rocco Granata werd in de Belgische 24-spoors studio Dig-It de LP Madrigals opgenomen. Studio-eigenaar Luc Ardyns was de opnametechnicus die met subtiele microfoontechnieken deze opnamen leidde.

## Discografie

### Singles
- De Kabouters (1969)
- Tuintje (1970)
- Praten, Zingen, Dansen (1972)
- Veronikja (1972)
- Chili, Vietnam, Israël (1973)
- De Wereld Vrij (1973)
- Kom Liefje Kom (1973)
- Droeve Klown (1975)
- Midnight (1975)
- Onze Kliek van Toen (1975)
- Zoveel (1975)
- Vergeet (1975)

### EP
- Annabel Lee (1967)

### Albums
- The Campground Singers (Granata, 1966)
- De Elegasten (Cardinal Records, 1969)
- De Wereld van De Elegasten (Cardinal, 1970)
- Kathmandou (Cardinal, 1971)
- Praten, Zingen, Dansen (Cardinal, 1973)
- Kerstmis (Cardinal, 1974)
- 'n ogenblikje (Cardinal, 1975)
- Madrigals - Herman, Ivan & Paul (Cardinal, 1977)[3]

### Greatest Hits
- Verzameld (Kleinkunst Reeks - Ariola Express, 1993)
- Vlaams Goud (CNR Music, 2004)
- Diamond Collection (CNR Music, 2002)
- Het Beste van de Elegasten (Cardinal Records, 1999)
- De Elegasten (SFP, 1982)
- De Elegasten (Gip, 1976)